# Солікамська провінція
Солікамська провінція (з 1737 року Кунгурська, з 1766 року Пермська) — одна з провінцій Московського царства і з 1721 року Російської імперії. Центр — місто Сіль Камська, з 1737 року — місто Кунгур.

## Історія
29 травня 1719 року Сибірська губернія розділена на 3 провінції, серед яких була Солікамська провінцію з містами:
- Сіль Камська — 12 005 дворів;
- Перм Велика і Чердинь — 1421 двір;
- Солікамський повіт;
- Чердинський повіт.

По ревізії 1710 року в провінції налічувалося 13,4 тисяч селянських дворів.
4 червня 1724 року місто Кунгур з Кунгурським повітом передано з Вятської провінції до Солікамського провінцію.
29 квітня 1727 року Вятська і Солікамська провінції передані до складу Казанської губернії.
13 серпня 1737 року Пермський Провінційний Воєвода переведений з міста Солікамська до місто Кунгур, що стало провінційним містом, а провінція стала йменуватися Кунгурською.
В описі губерній та їх провінцій за 1766 рік провінція вже іменується Пермською.
27 січня 1781 року Пермська провінція Казанської губернії увійшла до складу утвореного Пермського намісництва.